# فرهنگ در فرانسه

شاهکار آزادی هدایت‌گر مردم اثر اوژن دولاکروا که انقلاب ژوئیه را به تصویر می‌کشد. از آنجا که آزادی‌بخشی از شعار «آزادی، برابری، برادری» بود، این نقاشی مهم‌ترین نماد جمهوری فرانسه گشت.

فرهنگ فرانسه و مردمان فرانسوی‌زبان فرهنگ رایج در میان مردم فرانسه است که در گذر زمان توسط عواملی چون جغرافیا و رویدادهای تاریخی و گروه‌های داخلی و خارجی در این کشور شکل گرفته است. فرانسه، و به ویژه پاریس، از قرن هفدهم میلادی نقش مهمی در فرهنگ و ادب و هنرهای تزئینی در اروپا پیدا کرد و تأثیرات آن در قرن نوزدهم در سراسر جهان هویدا بود. از پایان قرن نوزدهم به این سو همچنین، فرانسه نقش مهمی در هنرهایی چون فیلم‌سازی و مد و آشپزی ایفا کرد.
غنای فرهنگ فرانسه برآمده از تنوع آن، بازتاب فرهنگ بخش‌های گوناگون فرانسه بودنش، تأثیراتش بر دیگر ملت‌ها، پایداری آن در میان گروه‌های قومی و سیاسی است و به آن امکان این را داده که در طول زمان بسیار به رشد بپردازد.

## زبان
فرهنگستان فرانسه تعیین‌کننده سیاست‌های کشور در زمینه زبان فرانسوی است؛ با این حال این سیاست‌ها که پذیرش آن‌ها اجباری نیست گاه از سوی دولتمردان فرانسه نیز نادیده انگاشته می‌شوند. برای نمونه دولت لیونل ژوسپن خواهان مونث‌سازی بعضی واژگان از جمله واژه وزیر در «خانم وزیر» (madame la ministre) بود که با واکنش فرهنگستان که خواهان باقی ماندن وزیر به صورت مذکر (madame le ministre) بود، مواجه شد.
زبان‌های محلی متعددی در فرانسه وجود دارند که بعضی از آن‌ها همچون زبان برتون و زبان آلزاسی با زبان رسمی فرانسوی تفاوت بسیار دارند. بعضی زبان‌های نواحی، همانند خود زبان فرانسوی، ریشهٔ رومی دارند از جمله زبان اکسیتان. زبان باسک به گونه کامل با فرانسوی تفاوت دارد و ریشه در هیچ زبان دیگری در جهان ندارد. گویشوران این زبان در مناطق جنوب غربی فرانسه تا شمال اسپانیا زندگی می‌کنند. نسخه‌ای بازنگری شده از قانون اساسی فرانسه که در آن زبان‌های محلی به رسمیت شناخته شده‌اند در سال ۲۰۰۸ در نشست پارلمانی در کاخ ورسای به امضا رسید. زبان انگلیسی در فرانسه به عنوان زبان دوم در مدرسه‌ها و نهادهای آموزشی آموزش داده می‌شود.

## دین
فرانسه کشوری سکولار است که در آن آزادی اندیشه و مذهب زیر اعلامیه حقوق انسان و شهروند تصویب شده در ۱۷۸۹، محترم شمرده می‌شوند. جمهوری فرانسه بر پایه لائیسیته بنا شده است و آزادی دین‌ها (از جمله ندانم‌گرایی و خداناباوری) تضمین شده‌اند. قانون جدایی کلیسا و سیاست در فرانسه در ۱۹۰۵ به تصویب رسید و در آغاز جمهوری سوم (۱۹۴۰–۱۸۷۱) به اجرا گذاشته شد.
با آنکه در گذشته بیشترین جمعیت فرانسه را باورمندان به آیین کاتولیک تشکیل می‌دادند، امروزه کمتر از نیمی از مردم آن کشور خود را کاتولیک می‌دانند. بر پایه یک آمارگیری که در سال ۲۰۰۶ میلادی در مجله فاینانشیال تایمز به چاپ رسید، ۳۲٪ از مردم فرانسه خود را ندانم‌گرا می‌دانند و ۳۲٪ دیگر خداناباور هستند و تنها نزدیک به ۲۷٪ مردم به وجود خدا یا وجودی برتر و لایتناهی باور دارند.

### آیین کاتولیک
مذهب کاتولیک رومی دین رسمی فرانسه پیش از انقلاب فرانسه و در دوره چند حکومت ناجمهوری در سده ۱۹ام، از جمله دوران بازگشت و پادشاهی ژوئیه و امپراتوری دوم، بود؛ اگرچه امروز این جایگاه را از دست داده است. جدایی رسمی دین و دولت (Séparation de l'Eglise et de l'Etat) در سال ۱۹۰۵ پدید آمد و این کار رویکرد سخت‌گیرانه جمهوریخواهان آن دوره در برابر دین و هواداری آن‌ها از لائیسیته را نشان می‌دهد.
در آغاز قرن ۲۰ام، فرانسه کشوری با جمعیت روستایی زیاد بود که بیشتر آنان را کاتولیک‌های محافظه‌کار تشکیل می‌دادند؛ اما با گذشت یکصد سال از آن هنگام و با افزایش جمعیت شهرنشین، بیشتر جمعیت این کشور رو به سکولاریسم آوردند. به باور پژوهشگران امروزه دیگر فرانسه کشوری کاتولیک به‌شمار نمی‌رود.

### اسلام
پس از آیین کاتولیک، اسلام دومین دین بزرگ در فرانسه به‌شمار می‌رود و جمعیت مسلمانان ساکن این کشور بیشترین در میان همه کشورهای غرب اروپا است. این به دلیل روندهای مهاجرتی، که از دهه ۱۹۶۰ میلادی به این سو شدت گرفتند، از کشورهای شمال آفریقا همچون مراکش و الجزایر و تونس و نیز به میزان کمتر از کشورهای ترکیه و آفریقای غربی، پدید آمده است. با آنکه قانون اجازه گردآوری اطلاعات دربارهٔ باورهای دینی در فرانسه را به دولت نمی‌دهد، تخمین‌ها و آمارگیری‌ها نشان می‌دهند که ۷–۴٪ از مردم این کشور مسلمان هستند.

### یهودیت
بر پایه آمارگیری سال ۲۰۱۰ کتابخانه مجازی یهودیان، جمعیت کنونی یهودیان در فرانسه نزدیک به ۴۸۳٬۵۰۰ تن است. یهودیان فرانسه بیشتر در کلان‌شهرهایی چون پاریس و مارسی و استراسبورگ زندگی می‌کنند.
تاریخ دین یهود در فرانسه به بیش از ۲۰۰۰ سال پیش بازمی‌گردد. در آغاز سده‌های میانی فرانسه مرکزی برای آموزش یهودیان بود، با این حال پس از آن بسیاری از یهودیان تحت پیگرد قرار گرفتند. فرانسه نخستین کشور اروپایی بود که پس از انقلاب خود، یهودیان را در زندگی و گزیدن آیین آزاد گذاشت؛ اگرچه یهودی‌ستیزی مشکلی باقی ماند و در سال‌های پس از آن ماجراهایی چون ماجرای دریفوس را پدیدآورد. با آنکه یک چهارم یهودیان فرانسه در جریان هولوکاست کشته شدند، این کشور اکنون بزرگ‌ترین جمعیت یهودیان اروپا را در خود جای داده.
بیشترین یهودیان فرانسه سفاردی هستند که گستره‌ای از یهودیان بسیار مذهبی حریدی تا یهودیان به گونه کامل سکولار را شامل می‌شود.

## حکومت و فرهنگ

### وزارت فرهنگ
وزیر فرهنگ در دولت فرانسه مسوول موزه‌ها و مکان‌های باستانی، پشتیبانی و تشویق هنرها (تجسمی، تئاتر، موسیقی، رقص، معماری، ادبی، تلویزیون و رسانه، عکاسی) در فرانسه و بیرون از آن، مدیریت آرشیوهای ملی و خانه‌های فرهنگ (maisons de culture) است. وزارت فرهنگ در پله رویال در پاریس واقع شده است.
جایگاه نوین وزارت فرهنگ را شارل دوگل در سال ۱۹۵۹ با وزیر نمودن آندره مالرو ایجاد کرد. مالرو مسوول اجرای سیاست «droit à la culture» (حق فرهنگ) گشت. این سیاست که در قانون اساسی فرانسه و اعلامیه جهانی حقوق بشر ذکر شده است، با مردم‌سالارانه کردن هنر دسترسی به آن را آزاد می‌کرد و در راستای سیاست گلیستی «grandeur» (بالا بردن قدر و اعتبار فرانسه) پس از جنگ جهانی دوم بود.

### فرهنگستان
فرهنگستان فرانسه یا آکادمی زبان فرانسوی (Académie française) مهم‌ترین مرجع تصمیم‌گیرنده دربارهٔ سیاست‌های کشور در زمینه زبان فرانسوی است. این نهاد به گونه رسمی در سال ۱۶۳۵ توسط کاردینال ریشلیو، نخست‌وزیر دربار لوئی سیزدهم گشایش یافت. در سال ۱۷۹۳ و در جریان انقلاب فرانسه سرکوب شد و در ۱۸۰۳ توسط ناپلئون بناپارت بازگشایی شد. این آکادمی یک از پنج آکادمی تشکیل دهنده بنیاد فرانسه است.
تعداد اعضای فرهنگستان ۴۰ تن است که با نام «جاودانان» (Immortels) خوانده می‌شوند. اعضای جدید توسط خود اعضای فرهنگستان برگزیده می‌شوند و عضویت در این نهاد دایمی است مگر آنکه عضوی به دلیل خطا و کار ناشایست کنار گذارده شود. وظیفه فرهنگستان نظارت بر روند واژه‌سازی و چاپ واژه‌نامه رسمی به زبان فرانسوی است. اصلاحات این نهاد پیشنهادی هستند و اجباری بر دولت و مردم برای پذیرش ایجاد نمی‌کنند.

## هنر و رسانه‌ها

### هنر لوکس و مد

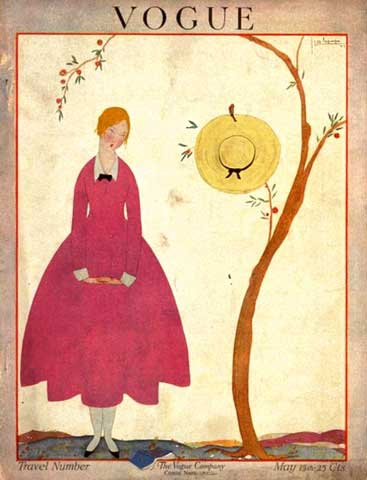
روی جلد مجله ووگ، یکی از چندین نماد مد و پوشاک در فرانسه.

چهره فرانسه با کالاها و هنرهای لوکس آن گره خورده است. به پاریس همواره به عنوان لوکس‌ترین شهر جهان نگریسته و به همراه میلان و لندن و نیویورک از نمادهای مد در جهان شمرده می‌شود. آغاز توجه به مد در فرانسه به پادشاهی لوئی چهاردهم بر می‌گردد و در آن هنگام همه صنایع تولیدی لوکس زیر کنترل دربار پادشاهی درآمدند. بسیاری از شرکت‌های فعال در زمینه مد و پوشاک فرانسه در سده میان سال‌های ۱۸۶۰ تا ۱۹۶۰ گشایش یافتند (ال در ۱۹۴۵ و ووگ در سال ۱۸۹۲ بنیان نهاده شدند). نشان‌های تجاری نامدار و گران‌قیمتی نیز توسط کسانی چون ایو سن لوران، کریستین دیور، اوبر ژیوانشی، پیر بالمن به بازار جهان عرضه شدند.

### موسیقی
فرهنگ فرانسه در بر دارنده چندین گونه مختلف موسیقی بومی است به همراه موسیقی‌های بومی‌ای که از سوی مهاجران آفریقایی و آمریکای مرکزی و آسیایی به آن کشور معرفی شدند. در زمینه موسیقی کلاسیک، موسیقی‌دانان و آهنگسازان نامداری چون گابریل فوره و ژرژ بیزه (آهنگساز اپرای معروف کارمن) از این کشور برخاسته‌اند.